# Mesabolivar pseudoblechroscelis
Mesabolivar pseudoblechroscelis är en spindelart som beskrevs av González-Sponga 1998. Mesabolivar pseudoblechroscelis ingår i släktet Mesabolivar och familjen dallerspindlar.
Artens utbredningsområde är Venezuela. Inga underarter finns listade i Catalogue of Life.